# Campo Sportivo di Fiorentino Federico Crescentini
El Campo Sportivo di Fiorentino Federico Crescentini es un estadio de fútbol ubicado en Fiorentino, San Marino. El estadio tiene capacidad para 700 espectadores.